# ミウラタダヒロ
ミウラ タダヒロは、日本の漫画家。京都精華大学ストーリーマンガ専門分野卒業。2011年、『少年ジャンプNEXT!』にて読切『ふぁみドル!』を発表して以来、ジャンプ系列誌に作品を発表し、2010年代には『週刊少年ジャンプ』で『恋染紅葉』や『ゆらぎ荘の幽奈さん』を連載した。
師匠に坂本裕次郎、弟子に佐伯俊がいる。

## 略歴
漫画歴は2011年の時点で20年くらい。中学生時代パソコンで絵を描きたかったため、CGができる学校に進学しようと神主をやっている親に相談したところ、パソコンの購入は許されたものの普通科高校を出て神主の大学へ行くように説得された。学生時代、坂本裕次郎のデジタル作画アシスタント募集に応募し合格、住む所を決めずに上京し、最初はホテル住まいだった。
初代ComicStudioから使い続けており、CLIP STUDIOの開発に協力した。

## 作品リスト

### 連載
- 恋染紅葉（原作：坂本次郎、『週刊少年ジャンプ』2012年23号 - 51号、全4巻）
- ゆらぎ荘の幽奈さん（『週刊少年ジャンプ』2016年10号 - 2020年27号、全24巻） - 2018年にテレビアニメ化[5]

### 読切
- ふぁみドル！（原作：坂本次郎、『少年ジャンプNEXT!』2011年SPRING）
- ハイスペック・ラヴァーズ（『少年ジャンプNEXT!』2013年SPRING）
- にくきゅー！（『ジャンプLIVE』1号）
- GAZER（協力：小島卓、『週刊少年ジャンプ』2014年6・7合併号）
- 銀色のセブン（『週刊少年ジャンプ』2020年33・34号合併号）
- 忍SS（『少年ジャンプGIGA』2021 SUMMER[6]）
- 純潔のアスモデウス（『少年ジャンプGIGA』2023 SPRING[7]）

### イラスト
- 怪談彼女（著：永遠月心悟、ジャンプ ジェイ ブックス）